# Cal Passavia
Cal Passavia és una masia situada al municipi de Sant Feliu Sasserra, a la comarca catalana del Bages.